# Кьярелли, Боб
Роберт «Боб» Кьярелли (традиционное итальянское произношение) или Черелли (англоязычное произношение), (англ. Robert "Bob" Chiarelli: род. 24 сентября 1941, Оттава, Онтарио) — канадский политик от Либеральной партии, депутат Законодательной ассамблеи Онтарио в 1987—1997 и с 2010 г., мэр г. Оттава в 1997—2006 гг., министр обновления публичной инфраструктуры Онтарио с августа 2010 г.

## Молодость
Вырос в районе Оттавы близ Престон-стрит, известном как «Маленькая Италия». Его родители были богатыми предпринимателями, которым принадлежал ряд магазинов в этом районе. Роберт был самым младшим из 7 детей. В старшей школе увлёкся игрой в хоккей. Учился в Университете Кларксона в пос. Потсдам в американском штате Нью-Йорк, получая стипендию от хоккейной лиги. В Университете Кларксона вступил в студенческое братство Тета-Хи. Получив степень бакалавра делового управления, вернулся в Оттаву, где продолжил обучение в юридической школе при Оттавском университете. С 1969 г. — практикующий юрист, специалист по корпоративному праву. Также в 1980—1987 г. работал в Национальной столичной комиссии.

## Депутат провинциального парламента
Кьярелли победил, выступая от Либеральной партии, на выборах в округе Западная Оттава, который считался ранее вотчиной Прогрессивно-консервативной партии. Переизбран в 1990 и 1995 гг., однако с каждым разом его разрыв с консервативными кандидатами сокращался. Поддержал Далтона Мак-Гинти в борьбе за кресло лидера Либеральной партии Онтарио в 1996 г.
В 1997 г., вскоре после смерти своей жены Кэрол от рака, отказался от депутатского кресла. В семье осталось 3 детей. Его брат Рик Кьярелли безуспешно боролся за место в провинциальном парламенте в 1999 г.

## Муниципальная политика
В 1997 г. избран на должность главы регионального муниципалитета Оттава-Карлтон (en:Regional Chair of Ottawa-Carleton). В течение следующих 3 лет боролся за устранение двухуровневой администрации провинции и за слияние многочисленных мелких муниципалитетов с городом. Провинциальное правительство во главе с Майком Харрисом сделало это в 2000 г.

### Мэр Оттавы
После включения в состав Оттавы большого числа пригородов Кьярелли был избран первым мэром Большой Оттавы 13 ноября 2000 г. и был переизбран 10 ноября 2003 г.

### Выборы 2006 года
На муниципальных выборах в Оттаве в 2006 г. Кьярелли выступил против двух основных оппонентов — бывшего члена городского совета Канаты (до её включения в Оттаву) Алекса Мантера и предпринимателя Ларри О’Брайена. Левый кандидат Терри Килри, участвовавший в кампании 2003 г., снял свою кандидатуру в пользу Кьярелли.
Главным проектом Кьярелли было расширение городской системы лёгкого метро (O-Train): новая линия должна была соединить крайний юг города (Баррхейвен) с центром Оттавы, начиная с 2009 г. Его оппоненты указывали на нереалистичность проекта, подготовленного без достаточного обсуждения как со специалистами, так и с общественностью. Проект был отменён вскоре после его ухода с должности мэра.
Также Кьярелли выдвинул планы по улучшению неблагополучной восточной части города (населённой в основном франкофонами и иммигрантами из арабских стран и Африки). Он выдвинул план из 10 пунктов по привлечению предпринимателей и созданию новых рабочих мест в районы к востоку от реки Ридо. Он также планировал построить новые дороги, чтобы улучшить коммуникацию между Орлеаном и южными районами города. Также Кьярелли обещал расширить существующую систему велосипедных дорожек, добавив новые, соединяющие с Оттавой и друг с другом пригороды и сельские районы.
Кьярелли проиграл выборы, и новым мэром стал консервативный кандидат Ларри О’Брайен (мэр Оттавы).

## Возвращение в провинциальную политику
31 января 2010 г. Кьярелли был выдвинут кандидатом от Либеральной партии на довыборах в провинциальный парламент по округу Западная Оттава-Непин вместо Джима Уотсона, вступившего в должность мэра Оттавы. Он победил на довыборах 4 марта 2010 г. После этого ещё дважды избирался в провинциальный парламент, пока не проиграл очередные выборы в 2018 г.